# Heinrich II. (Holstein-Rendsburg)

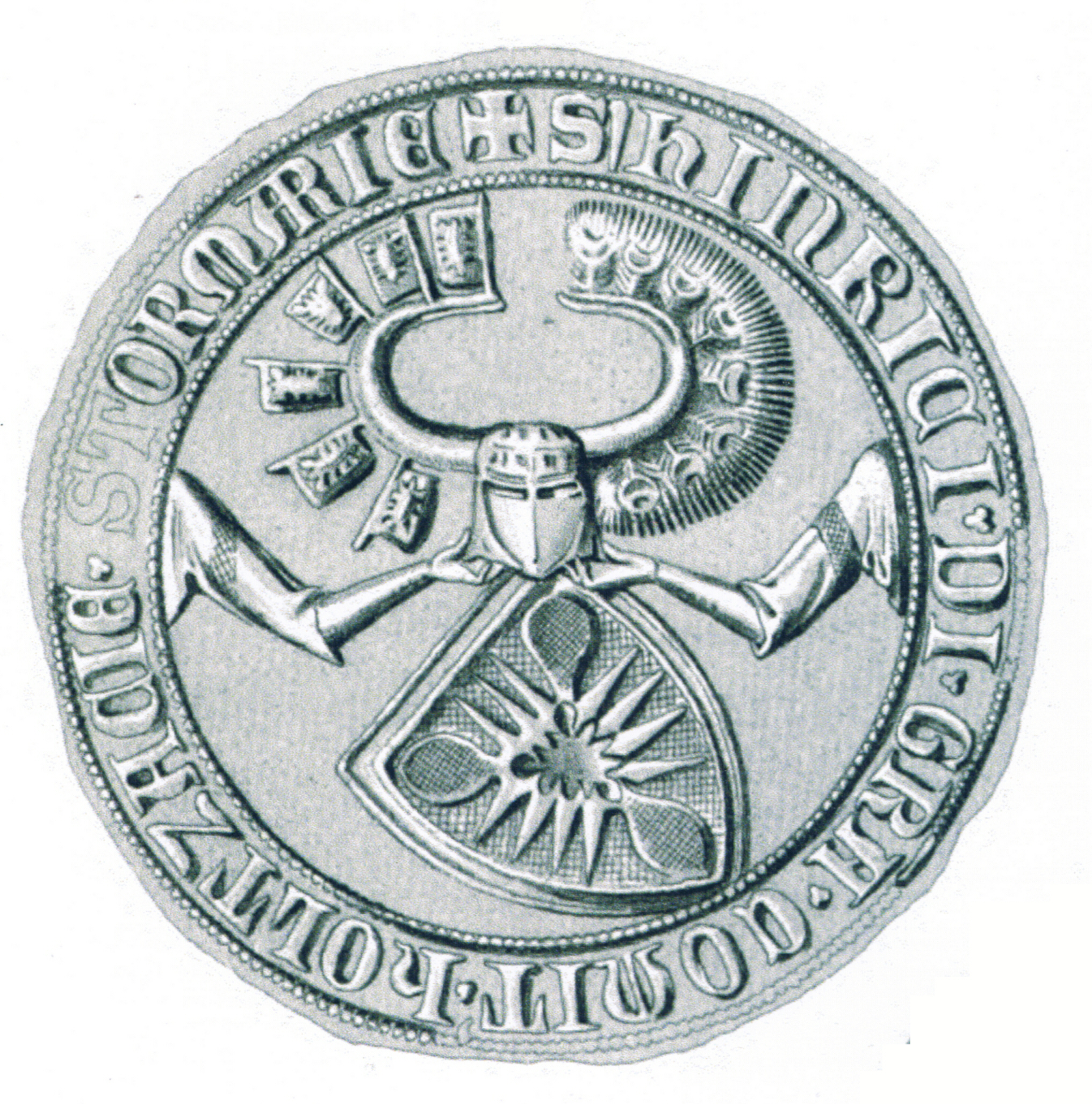
Siegel des Heinrich II. aus der Zeit um 1343

Heinrich II. (* um 1317; † um 1384, genannt Heinrich der Eiserne) war Graf von Holstein-Rendsburg und Pfandherr von Süd-Schleswig. Er herrschte zusammen mit seinem jüngeren Bruder Graf Nikolaus († 1397).

## Leben
Er war der ältere Sohn von Graf Gerhard III. und Sofia von Werle, der Tochter von Nikolaus von Werle. Heinrich war ein europaweit agierender Söldnerführer und typischer Vertreter des Spätrittertums, der in Italien, Russland, Estland und Frankreich kämpfte. Er stand in englischen und schwedischen Diensten. Zur Sicherung ihrer Herrschaft ließen er und sein Bruder um 1345 die Stadt Flensburg befestigen. Mauern, Tore und Türme wurden errichtet und so die geschlossene Stadtbefestigung Flensburgs geschaffen. 1367 wurde er Flottenkommandeur der Kölner Konföderation der Hanse und eroberte Kopenhagen in 1368. Graf Heinrich II. und sein Bruder Nikolaus haben sich in Holstein tatkräftig durchgesetzt und ihre Ansprüche in Schleswig und Dänemark sowie gegenüber den Nordfriesen energisch verteidigt.
Heinrich war zweimal verheiratet:
1. Mechthild († 1365), Tochter Bernhards V., Edlen Herrn zur Lippe
2. 1366 Ingeborg († ca. 1398), Tochter Albrechts II., Herzogs von Mecklenburg-Schwerin

Diesen Ehen entstammen folgende Kinder:
- Erste Ehe:

- Mechthild (urkundlich erwähnt am 12. März 1365)

- Zweite Ehe:

- Gerhard VI. (Bei Helge Bei der Wieden Gerhard V.)
- Albrecht II. (Holstein)
- Heinrich III.  († 1421) als Heinrich I. Bischof von Osnabrück
- Sophia von Holstein (* 1375 in Lübeck, † 1450 in Przytór), sie heiratete Bogislaw VIII. von Pommern-Stargard

## Siegel
Umschrift: S(IGILLUM)*HINRICI*D(E)I*GRA(TIA)*COMIT(IS)*HOLTZACIE*STORMARIE
(Siegel Heinrichs von Gottes Gnaden Graf von Holstein (und) Stormarn)